# Neos
Neos (registrada como Neos S.p.A.) es una aerolínea italiana, con sede en Somma Lombardo, Lombardía. Es una subsidiaria de Alpitour S.p.A. Opera una flota de aviones Boeing 737 Next Generation y Boeing 787 a más de 73 destinos nacionales, europeos e intercontinentales programados. La aerolínea opera desde su centro principal en el aeropuerto de Milán Malpensa.

## Historia
Neos fue establecida el 22 de junio de 2001 como empresa conjunta entre Alpitour y el operador turístico alemán TUI. Inició sus operaciones el 8 de marzo de 2002. En enero de 2004 Alpitour adquirió las acciones de TUI, obteniendo el 99,9% de la compañía, a excepción de un 0,01 de las acciones que están en manos de Welcome Travel. En marzo de 2007 la empresa contaba con 330 empleados.

## Destinos
Neos opera vuelos a destinos en el sur de Europa, África, Asia, el Caribe, Brasil, Estados Unidos y México.

### Acuerdos de código compartido
- Albawings[4]
- easyJet[5]
- ITA Airways[6]

## Flota

### Flota Actual
En mayo de 2023 la flota de Neos consistía en las siguientes aeronaves, con una edad media de 7.1 años:

## Incidentes
El 19 de noviembre de 2012, el vuelo 731 de Neos sufrió turbulencias durante un vuelo desde Holguín, Cuba, al aeropuerto de Milán -Malpensa, 66 pasajeros sufrieron heridas leves durante el vuelo, realizado en un Boeing 767-300.
El 26 de abril de 2019 a pocos minutos de despegar del aeropuerto de Barcelona - El Prat, un Boeing 767-300 con destino a Tel-Aviv sufre una explosión en uno de sus motores, por lo que tuvo que regresar al aeropuerto realizando un aterrizaje de emergencia. No se reportaron heridos.